# Gomesa uniflora
Gomesa uniflora är en orkidéart som först beskrevs av William Beattie Booth och John Lindley, och fick sitt nu gällande namn av Mark W. Chase och Norris Hagan Williams. Gomesa uniflora ingår i släktet Gomesa och familjen orkidéer. Inga underarter finns listade i Catalogue of Life.